# Marthamyces gilvus
Marthamyces gilvus är en svampart som först beskrevs av Rodway, och fick sitt nu gällande namn av P.R. Johnst. 2006. Marthamyces gilvus ingår i släktet Marthamyces och familjen Rhytismataceae.   Inga underarter finns listade i Catalogue of Life.